# Pirychej
Pirychej – w metryce iloczasowej stopa metryczna złożona z dwóch krótkich sylab. W wierszach polskich odpowiednikiem jest sekwencja złożona z dwóch sylab nieakcentowanych. Stopa ta nie ma samodzielnego znaczenia, gdyż nie istnieją utwory bez akcentów lub długich sylab. Stopa ta też zwykle nie jest używana do klasyfikacji regularnych układów wierszowych (takich jak trzynastozgłoskowiec jambiczny), gdyż bardziej naturalne jest użycie którejś z trzysylabowych lub czterosylabowych stóp. Natomiast nadaje się ona do opisywania w językach bez iloczasu (lub o ograniczonym iloczasie) zastąpień którejś z pozostałych stóp dwusylabowych (jamb, trochej) w celu urozmaicenia struktury rytmicznej wiersza.